# Amour (phim 2012)
Amour là một bộ phim tiếng Pháp do đạo diễn người Áo Michael Haneke viết và đạo diễn, với các diễn viên chính Isabelle Huppert, Jean-Louis Trintignant và Emmanuelle Riva. Phim này đã được trao giải Cành cọ vàng Liên hoan phim Cannes 2012 vào ngày 28 tháng 5 năm 2012. Amour là câu chuyện bi thương về một cặp vợ chồng già người Paris phải đối mặt với bi kịch của cái chết. Câu chuyện tập trung vào một cặp vợ chồng lớn tuổi, Anne và Georges, giáo viên âm nhạc đã về hưu với một người con gái sống ở nước ngoài. Một ngày Anne bị một cơn đột quỵ làm tê liệt ở một bên của cơ thể. Amour là sự hợp tác sản xuất giữa các công ty ở Pháp, Đức và Áo, đánh dấu sự thay đổi mối quan tâm về đề tài của đạo diễn Haneke sau nhiều năm làm phim bạo lực như The White Ribbon (2009) và Hidden (2005).

## Danh sách diễn viên
- Jean-Louis Trintignant trong vai Georges
- Emmanuelle Riva trong vai Anne
- Isabelle Huppert trong vai Eva
- Alexandre Tharaud trong vai Alexandre
- William Shimell trong vai Geoff
- Ramón Agirre trong vai chồng Concierge
- Rita Blanco trong vai Concierge
- Carole Franck trong vai cô y tá
- Dinara Droukarova trong vai cô y tá
- Laurent Capelluto trong vai viên sĩ quan cảnh sát
- Jean-Michel Monroc trong vai viên sĩ quan cảnh sát
- Suzanne Schmidt trong vai người hàng xóm
- Walid Afkir trong vai người phụ giúp y khoa
- Damien Jouillerot trong vai người phụ giúp y khoa